# 科爾特山
科爾特山（英語：Mount Coulter）是南極洲的山峰，位於伊利沙伯女皇地，處於戈雷斯基山西北面6公里，屬於彭薩科拉山脈中尼普頓山脈的一部分，美國地質調查局根據測量和美國海軍拍攝的空中照片繪入地圖，現時由南極條約體系管理。